# Craugastor talamancae
Espèce
Synonymes
- Eleutherodactylus talamancae  Dunn, 1931

Statut de conservation UICN

 LC  : Préoccupation mineure
Craugastor talamancae est une espèce d'amphibiens de la famille des Craugastoridae.

## Répartition
Cette espèce se rencontre au Costa Rica, au Nicaragua et au Panama. Elle est présente entre 15 et 646 m d'altitude.

## Étymologie
Son nom d'espèce lui a été donné en référence au lieu de sa découverte, la Cordillère de Talamanca.

## Publication originale
- Dunn, 1931 : New frogs from Panama and Costa Rica. Occasional Papers of the Boston Society of Natural History, vol. 5, p. 385–401 (texte intégral).